# Action Comics
Action Comics – amerykańska seria komiksów dla dzieci i młodzieży z udziałem postaci Supermana, który to zadebiutował na łamach pierwszego numeru pisma - Action Comics vol. 1 #1 (data na okładce z czerwca 1938 roku). Oryginalnie magazyn wydawany był przez Detective Comics, Inc., z którego później wyłonił się późniejszy wydawca - DC Comics. Popularność komiksu przyczyniła się do powstania gatunku komiksów o przygodach superbohaterów. Wydawane od 1938 roku Action Comics jest zaraz po Detective Comics (komiksy z udziałem Batmana) najdłużej wydawaną serią komiksową DC Comics (w 2011 wydano numer 900). 

## Historia

### Action Comics vol. 1 #1
W Action Comics vol. 1 #1 pierwszy raz zaprezentowano Supermana, który był pierwszym superbohaterem, którego sława przetrwała do dziś. twórcami Supermana byli Jerry Siegel (scenarzysta) i Joe Shuster (rysownik), którzy kreowali wczesne wersje tej postaci już kilka lat wcześniej, mając nadzieję, że uda im się sprzedać do nich prawa, któremuś z syndykatów tytułów prasowych. Po bezowocnych próbach, w końcu udało im się opublikować przygody postaci na łamach magazynu Action Comics. Siegel i Shuster przekształcili historyjkę obrazkową z wcześniejszego formatu paska - typowego dla komiksów ukazujących się w gazetach codziennych (newspaper strips), na format komiksu zeszytowego. 
Pierwszym wydawcą był Jack Liebowitz. Pierwsze wydanie z okładką przedstawiającą kultowy wizerunek Supermana unoszącego samochód, rozeszło się w nakładzie zaledwie 200 tys. egzemplarzy, a sam Superman nie pojawiał się na okładce magazynu aż do siódmego numeru. Po upływie miesięcy badania konsumenckie wykazały, że postać Supermana zaczęła przyciągać rzesze nowych czytelników. Popularność bohatera nakłoniła innych wydawców do wprowadzenia do komiksów nowych kostiumowych bohaterów, co tym samym przyczyniło się do rozwoju gatunku komiksu o superbohaterach. 
Szacuje się, że przetrwało zaledwie mniej niż 100 pierwszych numerów Action Comics. Z powodu rzadkości komiksy z pierwszym występem Supermana osiągają na aukcjach ogromne ceny. W 2014 roku jeden z egzemplarzy Action Comics vol. 1 #1 został sprzedany na aukcji internetowej eBay za ponad 3,2 miliona dolarów, bijąc tym samym wcześniejszy rekord z 2011 roku (2,16 mln dolarów). W 10-punktowej skali opracowanej przez Comic Guaranty Corporation (CGC) – niezależną organizację zrzeszającą specjalistów, których zadaniem jest ocena komiksów kolekcjonerskich – otrzymał on notę 9.0.

### Dalsza historia
Na łamach pierwszego numeru magazynu pojawiły inne ważne elementy franczyzy Supermana m.in. alter ego bohatera - Clark Kent, Lois Lane, czy też fikcyjna redakcja Daily Planet (oryginalnie nazywana Daily Star). Później też doszły inne postacie. Największy przeciwnik Supermana - Lex Luthor (ukazany wówczas z czerwonymi włosami), zadebiutował w Action Comics vol. 1 #23. Poprzedzał go inny wczesny przeciwnik bohatera - Ultra-Humanite (Action Comics vol. 1 #13), a później doszli także kolejni złoczyńcy: Prankster (Action Comics vol. 1 #51), Toyman (Action Comics vol. 1 #64), czy też zły android Brainiac (Action Comics vol. 1 #242). W Action Comics vol. 1 #252 zadebiutowała Supergirl. 
Mimo że Action Comics kojarzony jest przede wszystkim z Supermanem i powiązanymi z nim postaciami drugoplanowymi, to pierwotnie komiks był antologią różnych historii opisujących przygody takich bohaterów historycznych i fikcyjnych jak odkrywca Marco Polo, poszukiwacz przygód Tex Thomson, kowboj Chuck Dawson, reporter Scoop Scanlon, bokser Pep Morgan i magik Zatara. W 1988 roku, DC Comics próbowało powrócić do korzeni Action Comics jako antologii. Począwszy od wydania numeru 601, tytuł został zmieniony na Action Comics Weekly, aby odzwierciedlał nową formę dystrybucji. Wówczas obecność Supermana w serii został zredukowana do dwóch stronach, a tym samym wyróżniono takie postacie Green Lantern, Deadman, Phantom Lady, Nightwing, Secret Six, oraz Blackhawk. Gdy nowe wcielenie komiksu się nie przyjęło, w 1989 czasopismo znów stało się nadrzędnym periodykiem z Supermanem w roli głównej.

### New 52
We wrześniu 2011 roku, wraz z zakończeniem crossoveru pod tytułem Flashpoint, zaszły gruntowne zmiany w postaci numeracji wszystkich serii (52 tytuły DC Comics ukazały się z numerem 1 na okładce). Jednocześnie nastąpił reboot uniwersum DC Comics (DC Universe), który oznaczał wymazanie wcześniejszych historii komiksowych i zaprezentowanie od nowa świata, w którym rozgrywane są wydarzenia. 
Pierwszym scenarzystą odnowionej serii Action Comics został Grant Morrison, który w historii zapoczątkowanej komiksem Action Comics vol. 2 #1, zaprezentował młodego Supermana i jego pierwsze dni w Metropolis.